# 入絵加奈子
入絵 加奈子（いりえ かなこ、本名：吉次 加奈子、1969年3月27日 - ）は、日本の女優、声優。福岡県福岡市出身。所属事務所はアミューズを経て、現在はオスカープロモーション。未婚。

## 経歴
福岡県福岡市出身。床嶋佳子、下村由理恵が在籍していた川副バレエ学苑にてバレエを学ぶ。玉川大学在学中に『ミス・サイゴン』のオーデションに合格（キム役を本田美奈子.とダブルキャストで演じた）、芸能界に入る。
その後は、ミュージカルを中心にアニメなどにも出演している。

## 出演

### テレビドラマ
- 鬼平犯科帳（CX / 松竹）
  - 第1シリーズ 第26話「流星」（1990年） - 小柳安五郎の妻・千代役※吉次加奈子名義
- いのちの器（1998年） - 美里 役
- 月曜ミステリー劇場「盲目主婦 山科冬子〜私は夫に殺される〜」（1999年5月、TBS） - 江利子 役
- 土曜ワイド劇場「フリー女子アナの殺人リポート2 天才女流作家謎の沈黙」（2006年2月、テレビ朝日） - 穴吹順子 役
- 水曜ミステリー9「監察医・篠宮葉月 死体は語る12」（2012年11月、テレビ東京） - 青山由美子 役
- 軍師官兵衛（2014年11月30日（第48回）、NHK）

### 映画
- 下妻物語（2004年） - 白百合イチゴの母親 役
- 全員死刑（2017年） - 首塚ナオミ 役

### 舞台
- ミス・サイゴン（1992年 - 1993年） - 主演・キム 役
- 朗読劇「ラブ・レターズ」（1993年）
- 姫ちゃんのリボン（1993年） - 主演・野々原姫子 役（草彅剛とW主演[4]）
- レ・ミゼラブル（1994年） - エポニーヌ 役
- 赤ずきんチャチャ（1994年） - 主演・チャチャ 役
- 魔女の宅急便（1995年） - 主演・キキ 役
- ナースエンジェルりりかSOS（1995年） - 主演・森谷りりか 役
- レイディ・イン・ザ・ダーク（1996年）
- ジェリーズガールズ（1997年、作：ジェリー・ハーマン）
- Yours（1997年12月 - 1998年1月）
- NODA・MAP「ローリング・ストーン」（1998年）
- カンパニー結婚しない男（1999年）
- 阿呆劇ファルスタッフ（1999年）
- イヴ・モンタン〜彼を憎んだ女と男（2000年）
- シェルブールの雨傘（2000年）
- GIRL's TIME -女の子よ、大志を抱け!-（2000年、演出：宮本亜門）
- 新派公演「滝の白糸」（2001年）
- 大阪から来た女（2001年）
- 地球ゴージャスプロデュース公演「カルテ」（2002年）
- 佐渡島他吉の生涯（2002年）
- BLUES IN THE NIGHT（2003年）
- ユーリンタウン（2004年、演出：宮本亜門）
- Zipper（2003年、作・演出：ラ・サール石井）
  - Zipper2005（2005年）
- ピーターパン（2004年） - ウェンディ 役
  - ピーターパン（2017年） - ダーリング夫人 役
- ベガーズ・オペラ（2006年・2008年、演出：ジョン・ケアード）
- OUR HOUSE（2006年、演出：G2）
- 眠れぬ夜のホンキートンクブルーズ〜HOST2（2006年）
- ハウ・トゥー・サクシード 〜努力しないで出世する方法〜（2007年） - スミティ 役
- SHOUT!（2008年） - red役
- タイタニック（2009年） - アリス・ビーン 役
- ロミオとジュリエット（2009年） - バリヤ（ジュリエットの乳母） 役
- 虹色唱歌〜眠れぬ夜のオールドメロディ〜（2009年、水木英昭プロデュース）
- NINE The Musical（2009年、2010年）
- 今の私をカバンにつめて（2010年、2013年）
- SAMURAI挽歌〜房州幕末編（2011年、水木英昭プロデュース）
- リーディング・ミュージカル
  - SUPERMAN（2011年）
  - 燃えよドラゴンへの道（2014年）
- 音楽劇「カラミティ・ジェーン」（2012年）
- ユーミン×帝劇
  - vol.1 8月31日〜夏休み最後の日〜（2012年）
  - vol.2 あなたがいたから私がいた（2014年）
  - vol.3 朝陽の中で微笑んで（2017年） - 羽毛田 役
- 農業系ROCKミュージカル「いただきます〜歌舞伎町伝説〜」（2014年）
- In This House 〜最後の夜、最初の朝〜（2018年・2019年） - ルイーサ・アーデン 役
- モダン・ミリー（2022年 - 2024年） - ミス・フラナリー 役
- 聲の形（2023年） - 西宮いと 役[5]
- NO.6（2024年） - 火藍 役[6]

### テレビアニメ
- 水色時代（1996年） - ノエミ 役
- るろうに剣心 -明治剣客浪漫譚-（1996年） - 駒形由美 役
- メダロット 第23話（1999年12月3日） - 藍香 役
- ビックリマン2000（1999年 - 2001年） - ダンディーラー 役
- こちら葛飾区亀有公園前派出所 第236話（2001年10月7日） - ターミネーチャン 役
- 遊☆戯☆王デュエルモンスターズGX（2005年 - 2008年） - ヨハン・アンデルセン、カミューラ 役
- 獣旋バトル モンスーノ（2013年） - ベッカ 役

### OVA
- るろうに剣心 -明治剣客浪漫譚- 新京都編（2012年） - 駒形由美 役

### ゲーム
- 遊☆戯☆王デュエルモンスターズGX タッグフォース（2006年9月14日） - カミューラ 役
- 遊☆戯☆王デュエルモンスターズGX タッグフォース2（2007年9月27日） - ヨハン・アンデルセン 役
- 遊☆戯☆王デュエルモンスターズGX タッグフォース3（2008年11月27日） - ヨハン・アンデルセン、カミューラ 役

### 吹き替え
- パパにはヒ・ミ・ツ（2003年） - ケリー・ヘネシー 役

### ラジオ
- 電撃大賞

### ナレーション
- はじめてのおつかい（日本テレビ）

### バラエティ
- Rの法則 声優対決〜秋の陣〜（2012年10月08日放送 NHK Eテレ） - 乙姫 役 他

### ミュージック・ビデオ
- 松任谷由実「知らないどうし」（2020年10月23日）